# Augustus Siebe

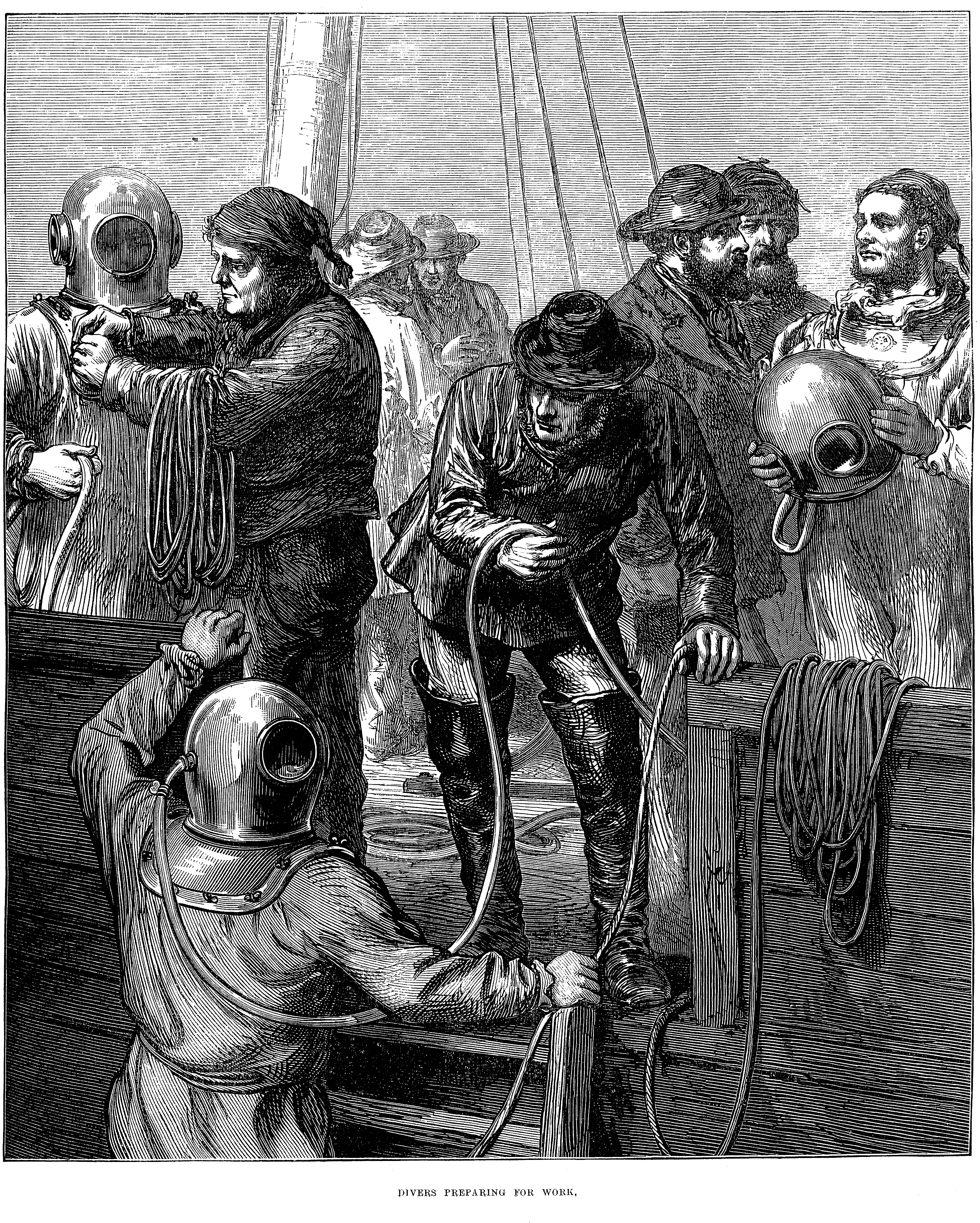
Le modèle de Siebe en 1873.

Augustus Siebe (1788, Saxe - 15 avril 1872, Londres) est un ingénieur allemand naturalisé britannique, principalement connu pour ses contributions au développement des équipements de plongée sous-marine.
Il est surnommé comme étant le véritable "père de la plongée", en améliorant le scaphandre et l'équipement encore utilisé de nos jours.  
En 1819, il fond son entreprise. Il commence, par réduire la cloche de Denis Papin, et invente un vêtement mono pièce étanche qui descend jusqu'à la taille et  une veste en cuir fixée à un masque métallique. Cependant le plongeur doit rester à la verticale pour ne pas perdre l'air. 
En 1837, il dessine une "peau de bouc" qui enveloppe le corps du plongeur et est rattachée au casque permettant au plongeur de se déplacer comme il le souhaite. 
En 1823, les deux frères Dean, invente le "casque à fumée" conçu pour les pompiers et sera ensuite utilisé pour la plongée. Le casque est maintenu par des plombs et des attaches. Le plongeur respire grâce à des tuyaux qui font  passer de l'air propulsé par un réservoir en surface. Mais, ce système empêche de bouger la tête, risquant de faire entrer l'eau. 
En 1830, les frères Dean et A. Siebe, décident de modifier le casque. Siebe, améliore le casque en utilisant 12 boulons et sangles en laiton pour fournir une étanchéité à la nouvelle combinaison en caoutchouc. Le plongeur n'est plus mouillé, l'air circule dans sa combinaison jusqu'au casque et le surplus s’échappe à travers la soupape.
En 1837, Siebe apporte à la combinaison des chaussures à semelles de plomb, donnant au plongeur plus d’autonomie. Le scaphandre « pieds lourds » est approuvé durant plus d’un siècle.
Les casques ont été importés et utilisés en Hollande plus tard au XIXe siècle. Le nom de sa société  se nomme "Siebe, Gorman & Co Ltd" en 1904 

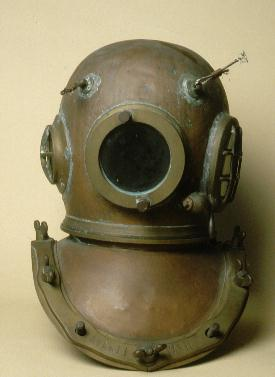
Photo d'un véritable casque A.Siebe des collections du Musée des sciences et des techniques Léonard de Vinci